# Hostín u Vojkovic
Hostín u Vojkovic là một làng thuộc huyện Mělník, vùng Středočeský, Cộng hòa Séc.